# Kwa (adamawa jezik)
Kwa (kwah, baa; ISO 639-3: kwb), adamavanski jezik istoimenog naroda na istoku Nigerije u državi Adamawa. Govori ga oko 7 000 ljudi (1992.), u blizini Munge. Ima dva dijalekta, gyakan i kwa. Ne smije se pobrkati s kwa' iz Kameruna, od kojega je različit. Čini jednu od 8 skupina adamavanskih jezika, čiji je jedini član.